# Пятнистая свистулька
Пятнистая свистулька, или зелёная свистулька, или рыба-флейта (лат. Fistularia tabacaria), — вид лучепёрых рыб из семейства свистульковых. Распространены в Атлантическом океане. Максимальная длина тела 200 см.

## Описание
Тело длинное, уплощённое в дорсовентральном направлении; голое (у молоди покрытое крохотными шипиками). Удлинённые костные пластинки вдоль середины спины отсутствуют. Рыло длинное, трубкообразное. Рот конечный, шестиугольный в поперечном сечении. Зубы на обеих челюстях мелкие. Гребни на рыле у взрослых особей гладкие, верхние гребни параллельны. Межглазничное пространство узкое с гладкой впадиной. На челюстях нет усиков. Спинной и анальный плавники с 14—16 мягкими лучами и короткими основаниями, сдвинуты к задней части тела. В грудных плавниках 15—16 мягких лучей. Брюшные плавники с 6 мягкими лучами, маленькие, абдоминальные. Хвостовой плавник раздвоенный, с удлинёнными нитями, образованными двумя средними лучами. Боковая линия хорошо развита, спереди проходит почти вдоль середины спины, в средней части тела изгибается, идёт по середине тела и заходит на хвостовые нити. Позвонков 87, первые четыре позвонка удлинённые и сросшиеся.

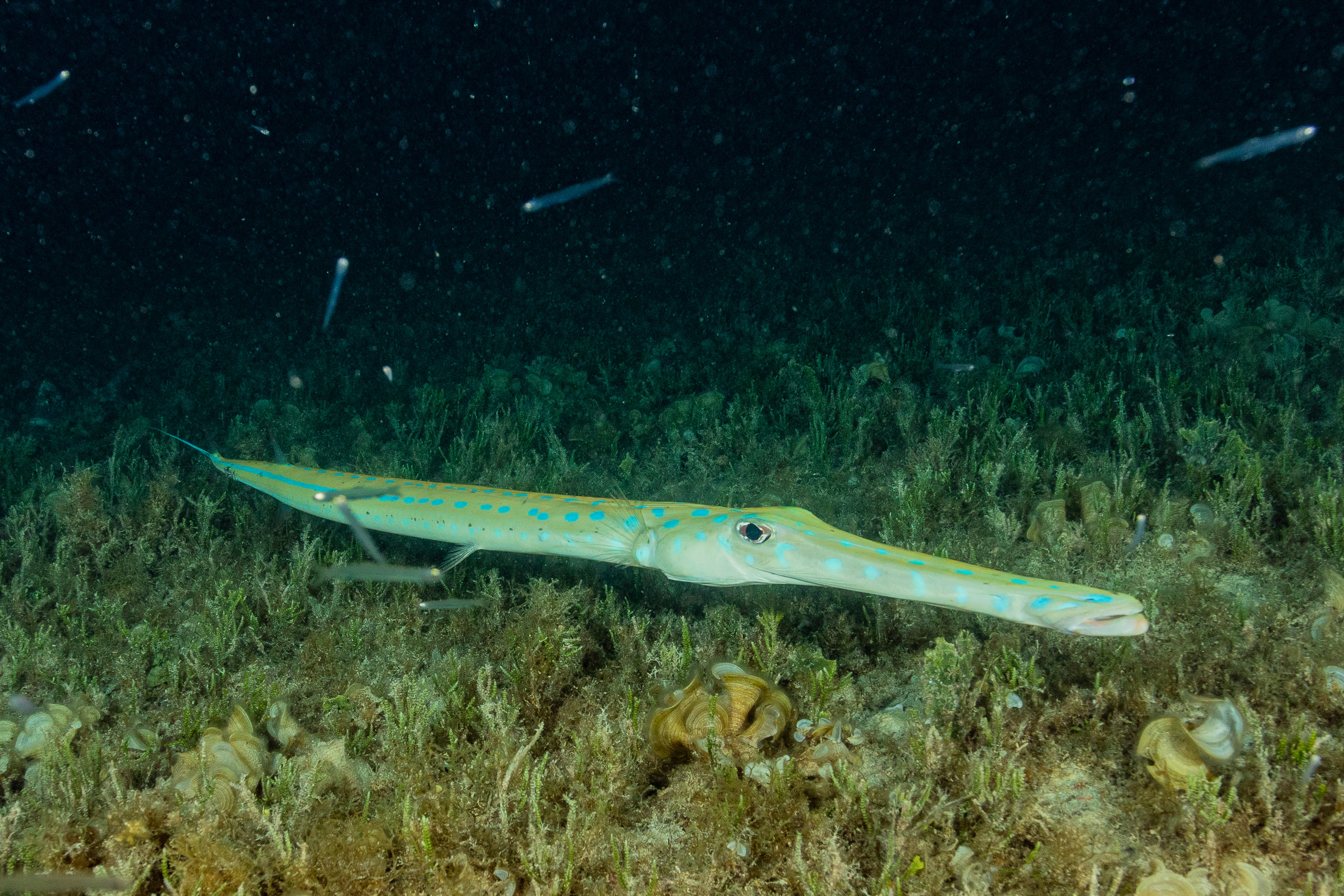

Верхняя часть тела и головы коричневатые, светлее снизу, но общий рисунок меняется в зависимости от окружающей среды. По средней линии спины от головы до спинного плавника проходит ряд бледно-голубых пятен. По бокам тела проходит ряд бледно-голубых пятен, часто сливающихся в сплошную линию сзади. Два ряда голубых пятен по бокам рыла.
Максимальная длина тела 200 см, обычно до 120 см. Масса тела до 280 г.

## Биология
Обитают в прибрежных водах на глубине до 200 м, но чаще в приповерхностных слоях до глубины 10 м, на склонах коралловых рифов и лугах морских трав. Ведут одиночный образ жизни. Питаются ракообразными и мелкими рыбами.

## Ареал
Широко распространены в Атлантическом океане. Восточная Атлантика: от Мавритании до Анголы, включая Кабо-Верде, Канарские острова и Сан-Томе. Западная Атлантика: от Новой Шотландии до Флориды и Бразилии, включая Багамские и Бермудские острова, Мексиканский залив и Карибское море.